# 信濃浅野駅
信濃浅野駅（しなのあさのえき）は、長野県長野市豊野町浅野にある、東日本旅客鉄道（JR東日本）飯山線の駅である。飯山線で最も標高の高い駅である。

## 歴史
- 1921年（大正10年）10月20日：飯山鉄道株式会社の信州浅野駅（しんしゅうあさのえき）として開業[2]。
- 1944年（昭和19年）6月1日：国有化により、国鉄飯山線の駅となる。同時に信濃浅野駅に改称[2]。
- 1963年（昭和38年）2月21日：貨物の取り扱いを廃止[3]。
- 1982年（昭和57年）11月1日：荷物の扱いを廃止[4]。駅員無配置駅となり[5]、簡易委託化[6]。
- 1987年（昭和62年）4月1日：国鉄分割民営化により、東日本旅客鉄道（JR東日本）の駅となる[3]。
- 1995年（平成7年）
  - 7月12日：集中豪雨（7.11水害）により、駅近くの鳥居川鉄橋が冠水し、飯山線全線が運休となる[7][8]。
  - 7月18日：飯山線全線で運転が再開される[8]。
- 2014年（平成26年）
  - 8月中旬 - 12月中旬：駅舎がリニューアル[9]。
  - 12月31日：当該年月日以降、簡易委託発売を休業。
- 2015年（平成27年）2月1日：当該年月日以降、簡易委託発売の営業を再開。

## 駅構造
長野方面に向かって左側にある単式ホーム1面1線を持つ地上駅である。かつては現在のホームが島式1面2線で、さらに現在の駅舎側に貨物ホーム1面1線が存在した。線路は撤去されたが、ホームの構造物は現在も残っている。駅舎は「悠久の流れ千曲川の移り変わる四季と唱歌 ふるさとの情景」をコンセプトとして、2014年（平成26年）8月中旬 - 12月中旬にリニューアルされた。
飯山駅管理の簡易委託駅である。窓口にて長野市より委託された係員が乗車券を発売している。

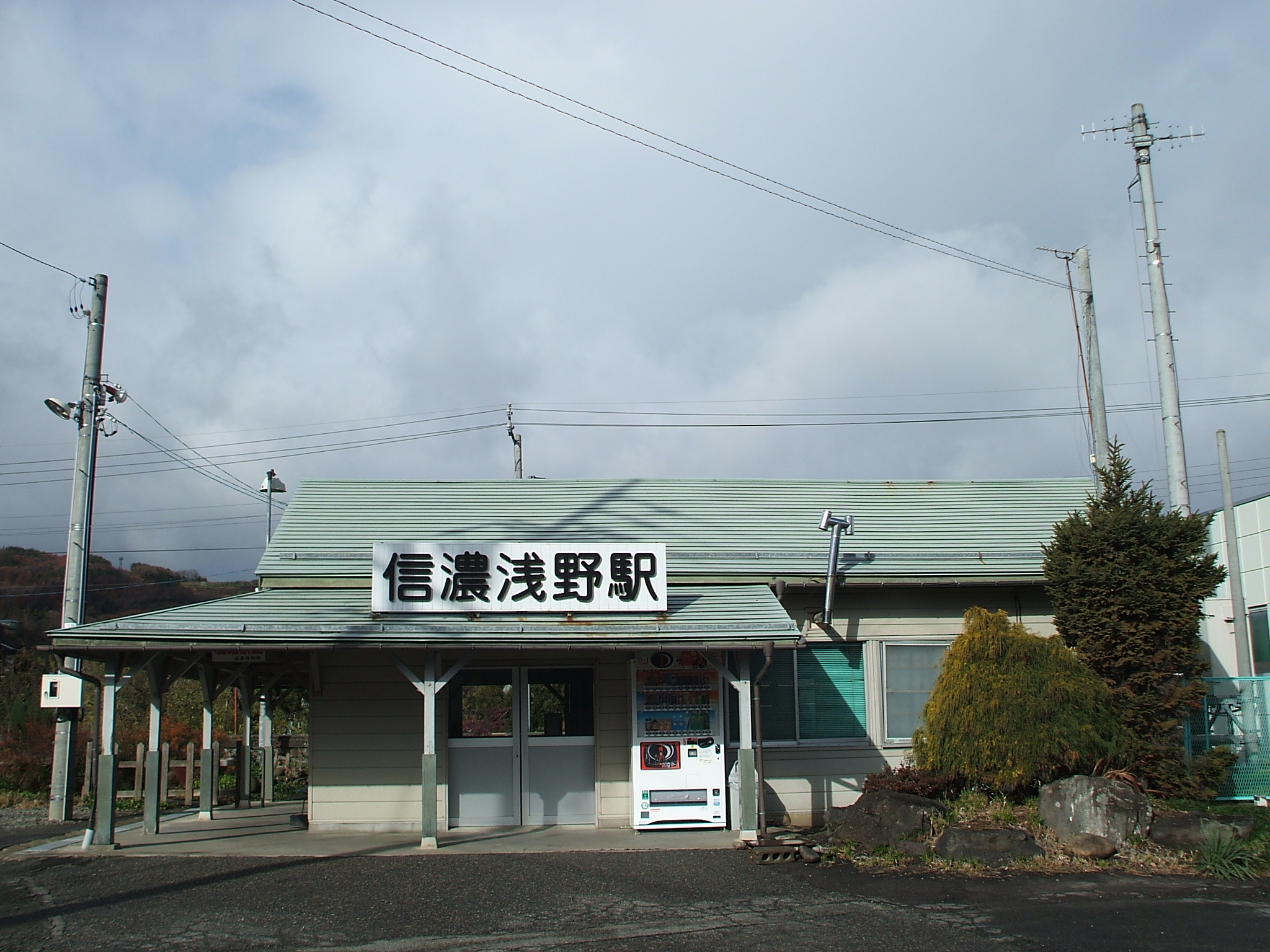
改装前の駅舎（2006年12月）
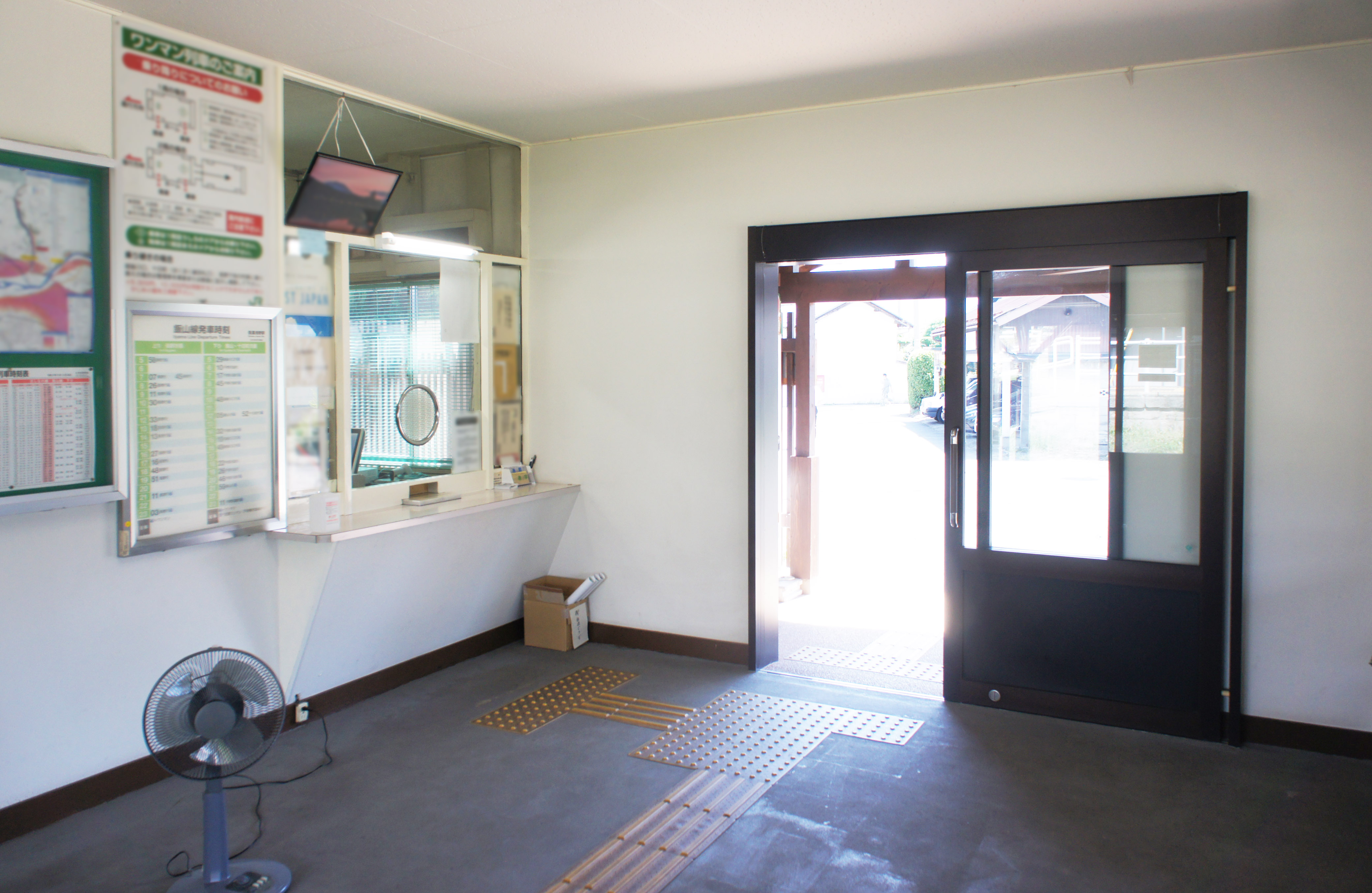
待合室（2021年8月）
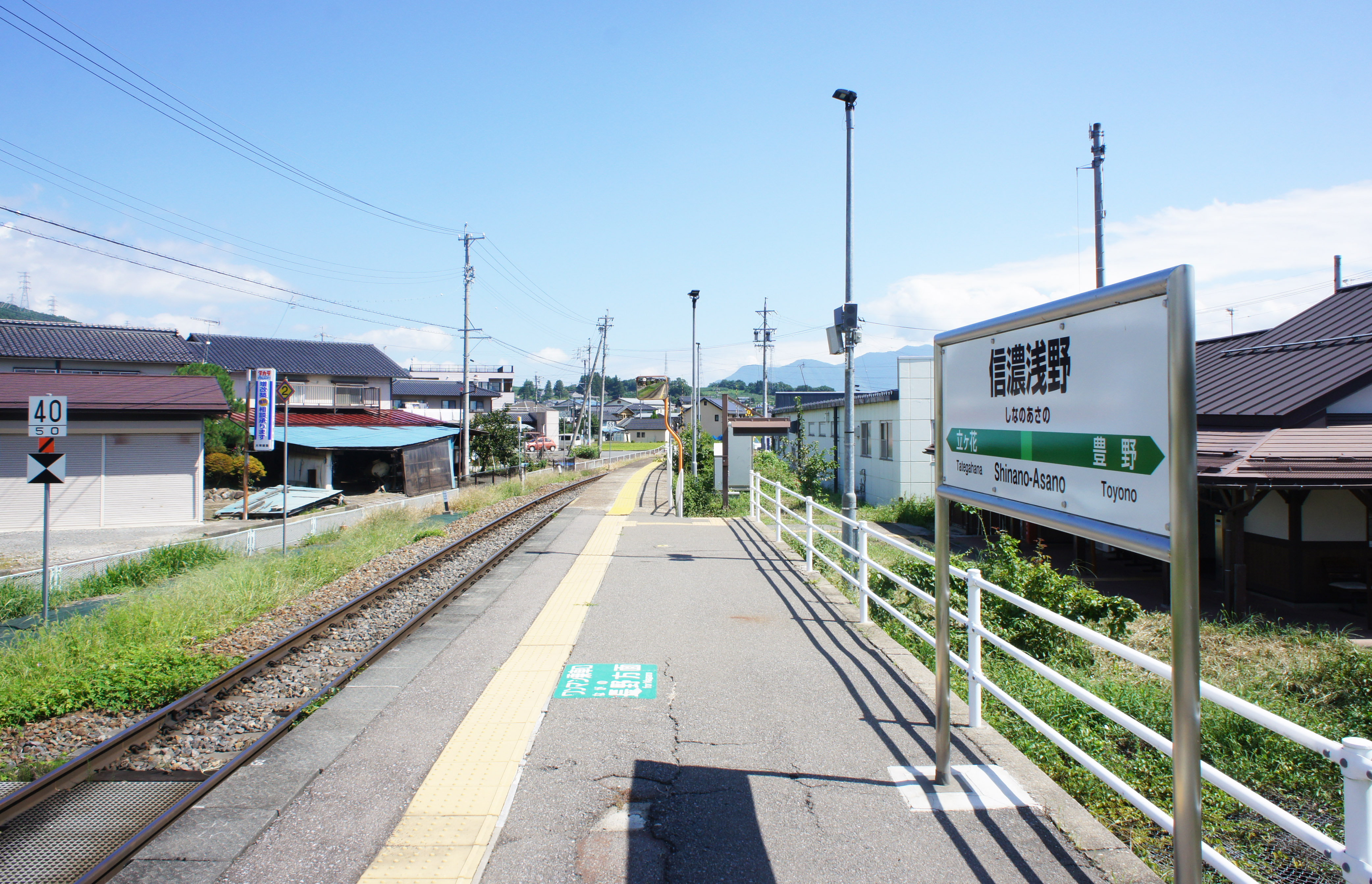
ホーム（2021年8月）

## 利用状況
JR東日本によると、2023年度（令和5年度）の1日平均乗車人員は111人である。
2000年度（平成12年度）以降の推移は以下のとおりである。
| 1日平均乗車人員推移 | 1日平均乗車人員推移 | 1日平均乗車人員推移 | 1日平均乗車人員推移 | 1日平均乗車人員推移 |
| 年度                | 定期外              | 定期                | 合計                | 出典                |
| ------------------- | ------------------- | ------------------- | ------------------- | ------------------- |
| 2000年（平成12年）  |                     |                     | 208                 | [ 利用客数 2 ]      |
| 2001年（平成13年）  |                     |                     | 207                 | [ 利用客数 3 ]      |
| 2002年（平成14年）  |                     |                     | 192                 | [ 利用客数 4 ]      |
| 2003年（平成15年）  |                     |                     | 187                 | [ 利用客数 5 ]      |
| 2004年（平成16年）  |                     |                     | 188                 | [ 利用客数 6 ]      |
| 2005年（平成17年）  |                     |                     | 183                 | [ 利用客数 7 ]      |
| 2006年（平成18年）  |                     |                     | 180                 | [ 利用客数 8 ]      |
| 2007年（平成19年）  |                     |                     | 195                 | [ 利用客数 9 ]      |
| 2008年（平成20年）  |                     |                     | 209                 | [ 利用客数 10 ]     |
| 2009年（平成21年）  |                     |                     | 221                 | [ 利用客数 11 ]     |
| 2010年（平成22年）  |                     |                     | 226                 | [ 利用客数 12 ]     |
| 2011年（平成23年）  |                     |                     | 201                 | [ 利用客数 13 ]     |
| 2012年（平成24年）  | 30                  | 161                 | 192                 | [ 利用客数 14 ]     |
| 2013年（平成25年）  | 32                  | 151                 | 184                 | [ 利用客数 15 ]     |
| 2014年（平成26年）  | 33                  | 142                 | 175                 | [ 利用客数 16 ]     |
| 2015年（平成27年）  | 26                  | 149                 | 175                 | [ 利用客数 17 ]     |
| 2016年（平成28年）  | 27                  | 135                 | 162                 | [ 利用客数 18 ]     |
| 2017年（平成29年）  | 23                  | 134                 | 158                 | [ 利用客数 19 ]     |
| 2018年（平成30年）  | 23                  | 124                 | 147                 | [ 利用客数 20 ]     |
| 2019年（令和元年）  | 24                  | 121                 | 145                 | [ 利用客数 21 ]     |
| 2020年（令和02年）  | 12                  | 117                 | 129                 | [ 利用客数 22 ]     |
| 2021年（令和03年）  | 12                  | 112                 | 125                 | [ 利用客数 23 ]     |
| 2022年（令和04年）  | 12                  | 98                  | 111                 | [ 利用客数 24 ]     |
| 2023年（令和05年）  | 13                  | 97                  | 111                 | [ 利用客数 1 ]      |

## 駅周辺

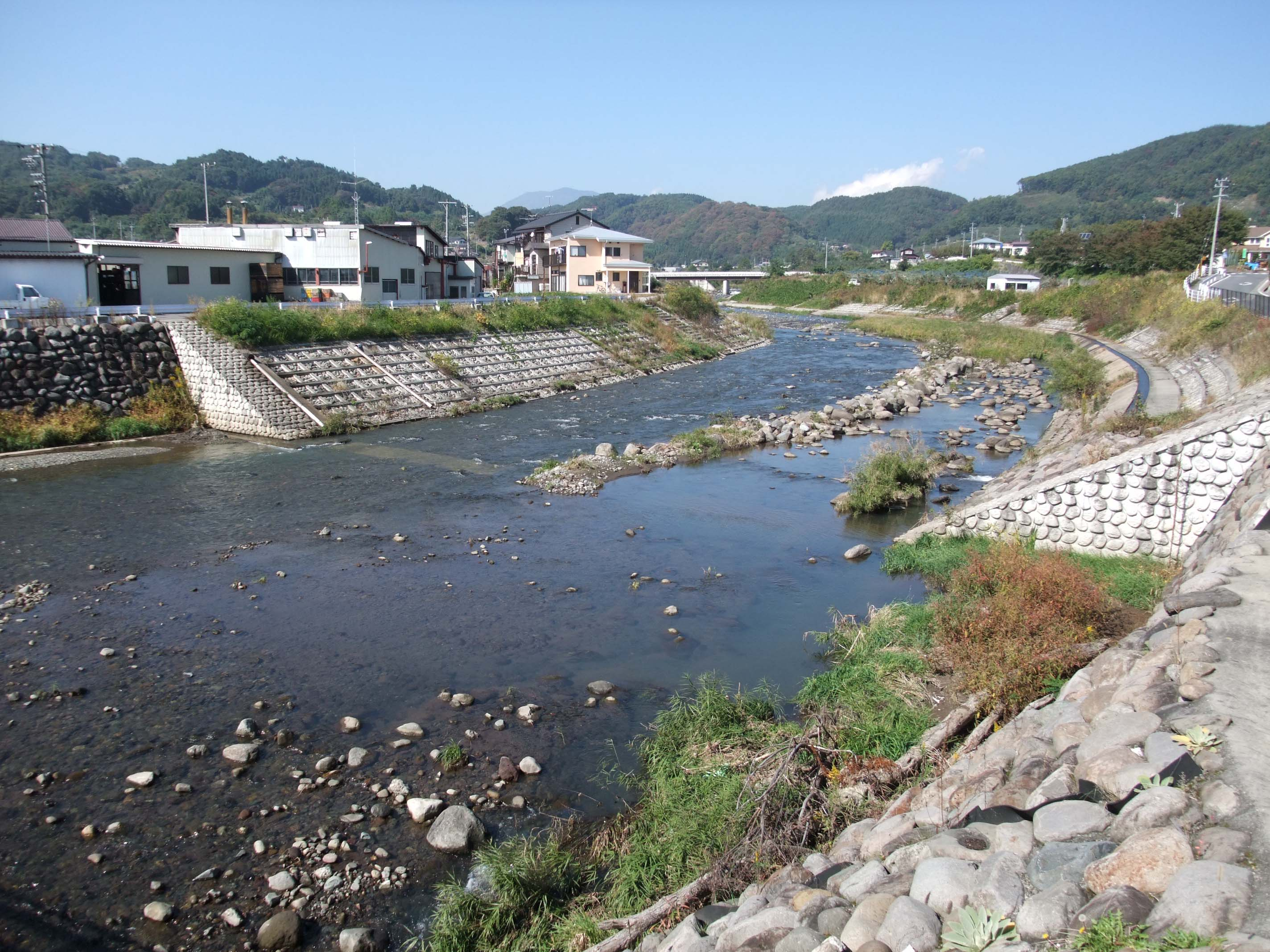
信濃浅野駅付近より見る鳥居川

リンゴ畑などの田園地帯である。
- 浅野郵便局
- 鳥居川[2]
- 長野市営バス「浅野駅西団地」停留所

## 隣の駅
東日本旅客鉄道（JR東日本）
■飯山線
豊野駅 - 信濃浅野駅 - 立ケ花駅

### 記事本文
1. 1 2 3 4 5 6 7 8 9  『週刊 JR全駅・全車両基地』 21号 新潟駅・弥彦駅・津南駅ほか、朝日新聞出版〈週刊朝日百科〉、2012年12月30日、24頁。
2. 1 2 3 4 5 6  信濃毎日新聞社出版部『長野県鉄道全駅 増補改訂版』信濃毎日新聞社、2011年7月24日、34頁。ISBN 9784784071647。
3. 1 2 3  石野哲（編）『停車場変遷大事典 国鉄・JR編 Ⅱ』JTB、1998年、591-592頁。ISBN 978-4-533-02980-6。
4. ↑  「日本国有鉄道公示第143号」『官報』1982年10月30日。
5. ↑  「「通報」●飯山線信濃浅野駅ほか8駅の駅員無配置について（旅客局）」『鉄道公報』日本国有鉄道総裁室文書課、1982年10月30日、2面。
6. ↑  長野鉄道管理局 編『写真でつづる長野鉄道管理局の歩み』長野鉄道管理局、1987年3月10日、369頁。
7. ↑  「県北部の豪雨　線路、相次いで流失」『信濃毎日新聞』信濃毎日新聞社、1995年7月12日、7（夕刊）。
8. 1 2  「県北部豪雨災害 被災から1週間目、飯山線全線開通」『信濃毎日新聞』信濃毎日新聞社、1995年7月18日、6（夕刊）。
9. 1 2  『飯山線の駅舎を美化します! ～新幹線飯山駅開業に合わせ魅力ある観光路線化を目指して～』（PDF）（プレスリリース）東日本旅客鉄道長野支社、2014年8月8日。オリジナルの2015年1月6日時点におけるアーカイブ。2020年5月25日閲覧。
10. ↑  “JR東日本：駅構内図・バリアフリー状況（信濃浅野駅）”.   東日本旅客鉄道. 2024年9月4日閲覧。

### 利用状況
1. 1 2  各駅の乗車人員（2023年度） - 東日本旅客鉄道
2. ↑  各駅の乗車人員（2000年度） - 東日本旅客鉄道
3. ↑  各駅の乗車人員（2001年度） - 東日本旅客鉄道
4. ↑  各駅の乗車人員（2002年度） - 東日本旅客鉄道
5. ↑  各駅の乗車人員（2003年度） - 東日本旅客鉄道
6. ↑  各駅の乗車人員（2004年度） - 東日本旅客鉄道
7. ↑  各駅の乗車人員（2005年度） - 東日本旅客鉄道
8. ↑  各駅の乗車人員（2006年度） - 東日本旅客鉄道
9. ↑  各駅の乗車人員（2007年度） - 東日本旅客鉄道
10. ↑  各駅の乗車人員（2008年度） - 東日本旅客鉄道
11. ↑  各駅の乗車人員（2009年度） - 東日本旅客鉄道
12. ↑  各駅の乗車人員（2010年度） - 東日本旅客鉄道
13. ↑  各駅の乗車人員（2011年度） - 東日本旅客鉄道
14. ↑  各駅の乗車人員（2012年度） - 東日本旅客鉄道
15. ↑  各駅の乗車人員（2013年度） - 東日本旅客鉄道
16. ↑  各駅の乗車人員（2014年度） - 東日本旅客鉄道
17. ↑  各駅の乗車人員（2015年度） - 東日本旅客鉄道
18. ↑  各駅の乗車人員（2016年度） - 東日本旅客鉄道
19. ↑  各駅の乗車人員（2017年度） - 東日本旅客鉄道
20. ↑  各駅の乗車人員（2018年度） - 東日本旅客鉄道
21. ↑  各駅の乗車人員（2019年度） - 東日本旅客鉄道
22. ↑  各駅の乗車人員（2020年度） - 東日本旅客鉄道
23. ↑  各駅の乗車人員（2021年度） - 東日本旅客鉄道
24. ↑  各駅の乗車人員（2022年度） - 東日本旅客鉄道